# Newark-on-Trent
Newark-on-Trent o Newark /ˈnjuːək/ es una ciudad comercial de Nottinghamshire (hasta 1216 pertenecía a Lincolnshire) en mitad de Inglaterra (East Midlands). Se encuentra ubicada entre los ríos Trent y Devon.
Originalmente, la ciudad creció alrededor del Castillo de Newark, hoy en ruinas, y de un gran mercado, que se conserva junto a edificios históricos.
De acuerdo con el censo de 2001, Newark tienen 25376 habitantes, aunque como está pegada a Balderton, la población de ambas suma 35674 personas.
Esta ciudad también es conocida por ser la ciudad natal de Jay Mcguiness miembro de la banda The Wanted.